# Harland Sanders Café and Museum
Le Harland Sanders Café and Museum est un restaurant et un musée situé sur l'U.S. Route 25 à North Corbin dans le Kentucky. Le Colonel Harland Sanders, le fondateur de KFC (Kentucky Fried Chicken), a exploité ce restaurant de 1940 à 1956. Sanders y a mis au point la recette « secrète » utilisé depuis par KFC.
Ce bâtiment a été ajouté au Registre national des lieux historiques en 1990 à son ouverture comme musée.